# David Johnson (basquetebolista)
David Ricardo Johnson (Kentucky, 26 de fevereiro de 2001) é um jogador norte-americano de basquete do Toronto Raptors da National Basketball Association (NBA) e do Raptors 905 da G-League.
Ele jogou basquete universitário pela Universidade de Louisville e foi selecionado pelos Raptors como a 47º escolha geral no Draft da NBA de 2021.

## Início da vida e carreira no ensino médio
Johnson cresceu em Louisville, Kentucky e frequentou a Trinity High School. Em seu segundo ano, Johnson teve médias de 10,5 pontos e 4,8 rebotes e foi nomeado para a Terceira-Equipe do Estado. Em seu terceiro ano, ele foi nomeado para a Primeira-Equipe do Estado depois de ter médias de 13,9 pontos, 5,8 rebotes e 5,2 assistências.
Johnson foi classificado como um recruta de quatro estrelas e a melhor perspectiva universitária no estado de Kentucky pela ESPN e se comprometeu a jogar na Universidade de Louisville no início de seu último ano. Ele cancelou o compromisso depois que Louisville foi nomeado como parte do escândalo de corrupção de basquete masculino da NCAA de 2017–18, mas voltou a se comprometer depois de considerar as ofertas de Georgia e Xavier.
Em seu último ano, Johnson teve médias de 16,1 pontos, 7,2 rebotes e 4.0 assistências e foi nomeado para a Primeira-Equipe do Estado e como Jogador do Ano pelo Lexington Herald-Leader. Ele foi nomeado o MVP do torneio estadual Kentucky Sweet 16 depois de registrar 22 pontos, 12 rebotes, duas assistências e quatro tocos no jogo do título estadual. Ele marcou 1.472 pontos e pegou 719 rebotes em quatro temporadas como titular no Trinity.

## Carreira universitária
Johnson perdeu o início de sua temporada de calouro com uma lesão no ombro. Johnson jogou principalmente como reserva durante sua temporada de calouro. Ele registrou 19 pontos, 7 assistências, 4 rebotes e 3 roubos de bola na vitória sobre Duke em 18 de janeiro de 2020. Johnson foi titular como armador contra Syracuse em 19 de fevereiro de 2020 e liderou a equipe com sete assistências na vitória por 90-66. Johnson teve médias de 6,3 pontos, 2,8 assistências e 2,8 rebotes em 27 jogos (quatro como titular) na temporada.
Em seu segundo ano, ele teve médias de 12,6 pontos, 3,2 assistências e 5,8 rebotes. Após a temporada, ele se declarou para o Draft da NBA de 2021.

## Carreira profissional
Johnson foi selecionado pelo Toronto Raptors como a 47ª escolha geral no Draft da NBA de 2021. Em 8 de agosto de 2021, ele assinou um contrato de mão dupla com os Raptors e o Raptors 905 da G-League.

## Estatísticas da carreira

### Universitário
| Ano      | Equipe     | PJ | PT | MPJ  | AP   | 3P   | LL   | RT  | AS  | BR  | TO | PPJ  |
| -------- | ---------- | -- | -- | ---- | ---- | ---- | ---- | --- | --- | --- | -- | ---- |
| 2019–20  | Louisville | 27 | 4  | 16.0 | .493 | .217 | .600 | 2.8 | 2.8 | .7  | .3 | 6.3  |
| 2020–21  | Louisville | 19 | 19 | 35.1 | .411 | .386 | .700 | 5.8 | 3.2 | 1.1 | .3 | 12.6 |
| Carreira | Carreira   | 46 | 23 | 25.5 | .451 | .301 | .650 | 4.3 | 3.0 | .9  | .3 | 9.4  |

Fonte:

## Vida pessoal
Johnson é primo do ex-jogador de Louisville e atual jogador de basquete profissional Ray Spalding.